# Gödel Lecturer
Gödel Lecturer é uma condecoração em lógica matemática da Associação de Lógica Simbólica. Com a premiação está associada uma palestra. A premiação é denominada em memória de Kurt Gödel.

## Recipientes
- 1990 Ronald Jensen, Inner Models and Large Cardinals
- 1991 Dana Scott, Will Logicians be Replaced by Machines?
- 1992 Joseph Robert Shoenfield, The Priority Method
- 1993 Angus Macintyre, Logic of Real and p-adic Analysis: Achievements and Challenges
- 1994 Donald Anthony Martin, L(R): A Survey
- 1995 Leo Harrington, Gödel, Heidegger, and Direct Perception (or, Why I am a Recursion Theorist)
- 1996 Saharon Shelah, Categoricity without compactness
- 1997 Solomon Feferman, Occupations and Preoccupations with Gödel: His „Works“ and the Work
- 1998 Alexander Sotirios Kechris, Current Trends in Descriptive Set Theory
- 1999 Stephen Cook, Logic and computatonal complexity
- 2000 Jon Barwise, starb vor der Vorlesung
- 2001 Theodore Allen Slaman, Recursion Theory
- 2002 Harvey Friedman, Issues in the foundations of mathematics
- 2003 Boris Zilber, Categoricity
- 2004 Michael Rabin, Proofs persuasions and randomness in mathematic.
- 2005 Menachem Magidor, Skolem-Lowenheim theorems for generalized logics
- 2006 Per Martin-Löf, The two layers of logic
- 2007 Ehud Hrushovski, eine Vorlesung über sein Werk wurde in seiner Abwesenheit von Thomas Scanlon gehalten
- 2008 William Hugh Woodin, The Continuum Hypothesis, the ω Conjecture, and the inner model problem of one supercompact cardinal
- 2009 Richard Arnold Shore, Reverse Mathematics: the Playground of Logic
- 2010 Alexander Razborov, Complexity of Propositional Proofs
- 2011 Anand Pillay, First order theories
- 2012 John Robert Steel, The hereditarily ordinal definable sets in models of determinacy
- 2013 Kit Fine, Truthmaker sematics.
- 2014 Julia Knight, Computable structure theory and formulas of special forms.
- 2015 Alex Wilkie, Complex continuations of functions definable in {\displaystyle \mathbb {R} _{an,exp}} with a diophantine application.
- 2016 Stevo Todorčević,  Basis problems in set theory.
- 2017 Charles Parsons, Gödel and the universe of sets.
- 2018 Rod Downey, Algorithmic randomness.
- 2019 Sam Buss, Totality, provability and feasibility.[1]
- 2020 Elisabeth Bouscaren
- 2021 Matthew Foreman